# Cheilacanthus
Cheilacanthus is een kevergeslacht uit de familie van de boktorren (Cerambycidae). De wetenschappelijke naam van het geslacht werd voor het eerst geldig gepubliceerd in 1969 door Quentin & Villiers.

## Soorten
Cheilacanthus is monotypisch en omvat slechts de volgende soort:
- Cheilacanthus severini (Lameere, 1903)